# ککو (بازیکن فوتبال، زاده ۱۹۹۱)
ککو (انگلیسی: Keko؛ زادهٔ ۲۷ دسامبر ۱۹۹۱) بازیکن فوتبال اهل اسپانیا است.
از باشگاه‌هایی که در آن بازی کرده‌است می‌توان به بازیکن آزاد، باشگاه فوتبال اتلتیکو مادرید، باشگاه فوتبال رئال وایادولید، باشگاه فوتبال ژیرونا، باشگاه فوتبال آلباسته بالومپیه، باشگاه فوتبال کاتانیا، باشگاه فوتبال ایبار، باشگاه فوتبال مالاگا، و باشگاه فوتبال اتلتیکو مادرید بی اشاره کرد.
وی همچنین در تیم‌های ملی فوتبال زیر ۱۶ سال اسپانیا، زیر ۱۷ سال اسپانیا، زیر ۱۸ سال اسپانیا، و زیر ۱۹ سال اسپانیا بازی کرده‌است.